# Brent Williams
Brent Dione Williams (* 23. Oktober 1964 in Flint, Michigan) ist ein ehemaliger US-amerikanischer American-Football-Spieler. Er spielte elf Saisons auf der Position des Defensive Ends in der National Football League (NFL).

## Karriere
Williams besuchte von 1982 bis 1985 die University of Toledo, wo er College Football für die Toledo Rockets spielte. In seinen letzten beiden Saisons wurde er ins First-Team All-MAC gewählt. 2016 wurde er für seine Leistungen in die Varsity 'T' Hall of Fame, die Ruhmeshalle der Toledo Rockets, aufgenommen.
Im NFL Draft 1986 wurde Williams in der siebten Runde von den New England Patriots ausgewählt. In seinen ersten sechs Saisons startete er in fünf Saisons jedes Spiel. Die einzige Ausnahme war die durch einen Spielerstreik geplagte Saison 1987. Insgesamt spielte er acht Saisons bei den Patriots. In dieser Zeit erzielte er 43,5 Sacks, was 1993 nach Andre Tippetts 100 die zweitmeisten und derzeit die sechstmeisten in der Franchisegeschichte waren. Für seine Leistungen bei den Patriots wurde er ins 1990’s All-Decade Team gewählt. 1994 wechselte er zu den Seattle Seahawks, wurde aber nach der Saison 1995 zum Free Agent. 1996 spielte er seine letzte Saison für die New York Jets.